# Dennis Tito
Dennis Anthony Tito (Nova York, 8 de agosto de 1940) é um multimilionário norte-americano e o primeiro turista espacial do mundo, indo ao espaço na nave russa Soyuz TM-32 até a Estação Espacial Internacional, em 28 de abril de 2001, pagando vinte milhões de dólares pela viagem.

## Biografia
Tito é bacharel em ciência da aeronáutica pela Universidade de Nova York, e não era um estranho à exploração espacial, tendo trabalhado no Laboratório de Propulsão a Jato da NASA como técnico-cientista.
Em 1972 ele fundou a administradora de investimentos, consultoria e serviços tecnológicos Wilshire Associates, na Califórnia, chegando a administrar, por meio da empresa, cerca de setenta e um bilhões de dólares de clientes, usando intrincados cálculos matemáticos como ferramenta para a avaliação de riscos nas aplicações financeiras de diversas empresas e clientes particulares, metodologia que usava da mesma maneira nos desenhos e cálculos para construção de sondas e espaçonaves, quando trabalhava na NASA. 
Apesar da mudança na carreira, da engenharia aeroespacial para administração de investimentos financeiros, ele nunca perdeu o interesse pela exploração espacial, até o dia em que pôde realizar seu sonho de ir ao espaço.
Em 2022 foi anunciado que ele e sua esposa, Akiko Tito, compraram dois assentos no segundo voo cislunar da Starship.